# Grenzerlaubnis
Eine Grenzerlaubnis ist eine auf Antrag durch die deutsche Bundespolizei erteilte personengebundene Erlaubnis, die Schengen-Außengrenzen der Bundesrepublik Deutschland „außerhalb der zugelassenen Grenzübergangsstellen, außerhalb der festgesetzten Verkehrsstunden [der „Öffnungszeiten“ eines Grenzübergangs] oder mit anderen als den zugelassenen Verkehrsarten zu überschreiten“ (§ 61 Abs. 3 Bundespolizeigesetz). 
Ohne besondere Erlaubnis stellt ein Grenzübertritt außerhalb der zugelassenen Grenzübergangsstellen oder der festgesetzten Verkehrsstunden nach § 3 und § 25 Abs. 3 Nr. 2 Paßgesetz (für deutsche Staatsbürger) bzw. § 13 Abs. 1 und § 98 Abs. 3 Nr. 2 Aufenthaltsgesetz (für Ausländer) eine Ordnungswidrigkeit dar.
Grundlage für die Erteilung einer Grenzerlaubnis ist § 61 Abs. 3 Bundespolizeigesetz. Voraussetzung ist das Vorliegen eines „besondere[n] Bedürfnis[ses für diese Art des Grenzübertritts]“, die Erteilung erfolgt zurzeit für den Antragsteller kostenfrei.
Genutzt wird die Grenzerlaubnis in der Praxis zum Beispiel von Wassersportlern, die für ihre Landung im Bundesgebiet oder ihre Ausreise einen nicht als Grenzübergangsstelle zugelassenen Hafen nutzen wollen.